# Giro
Giro ou circunvolução cerebral é uma saliência ou concavidade do córtex cerebral, sendo geralmente cercado por um ou mais sulcos. Os giros promovem uma maior e melhor função cognitiva. Estas estruturas são todas comprimidas no cérebro para que caiba dentro da caixa craniana. Por este motivo o cérebro humano é cheio de saliências.
Os giros fazem parte de um sistema de dobras e sulcos que criam uma área de superfície maior para o cérebro humano e outros cérebros de mamíferos. Como o cérebro está confinado ao crânio, o tamanho do cérebro é limitado. As cristas e depressões criam dobras, permitindo que uma área de superfície cortical maior e uma função cognitiva maior existam nos limites de um crânio menor.
Alterações na estrutura dos giros no córtex cerebral estão associadas a várias doenças e distúrbios. Paquigiria, lisencefalia e polimicrogiria são resultados de migração celular anormal associada a uma arquitetura celular desorganizada, falha na formação de seis camadas de neurônios corticais (um córtex de quatro camadas é comum) e problemas funcionais. A formação anormal é comumente associada à epilepsia e disfunções mentais.